# Gordon Murphy Kirchmeyer
Gordon Murphy Kirchmeyer (* 29. Juli 1974 in Bremen) ist ein deutscher Schauspieler.
Er ist gelernter Bankkaufmann, lebte und arbeitete in Hamburg, München, Köln, Hannover und Frankfurt. Seit 2001 in Berlin, spielte er in mehreren Stücken und Filmen von René Pollesch an der Volksbühne Berlin und dem Deutschen Schauspielhaus in Hamburg. 

## Theatrografie (Auswahl)
- 2002 Soylent Green ist Menschenfleisch, sagt es allen weiter! Volksbühne Berlin
- 2003 Das revolutionäre Unternehmen Volksbühne Berlin
- 2003 Splatterboulevard Deutschen Schauspielhaus
- 2003 Der Leopard von Singapur Volksbühne Berlin
- 2004 Pablo in der Plusfiliale Volksbühne Berlin

## Filmografie (Auswahl)
- 2003 24 Stunden sind kein Tag (vierteilige Fernsehserie)

| Personendaten    | Personendaten             |
| ---------------- | ------------------------- |
| NAME             | Kirchmeyer, Gordon Murphy |
| KURZBESCHREIBUNG | deutscher Schauspieler    |
| GEBURTSDATUM     | 29. Juli 1974             |
| GEBURTSORT       | Bremen                    |